# Dama de la Máscara

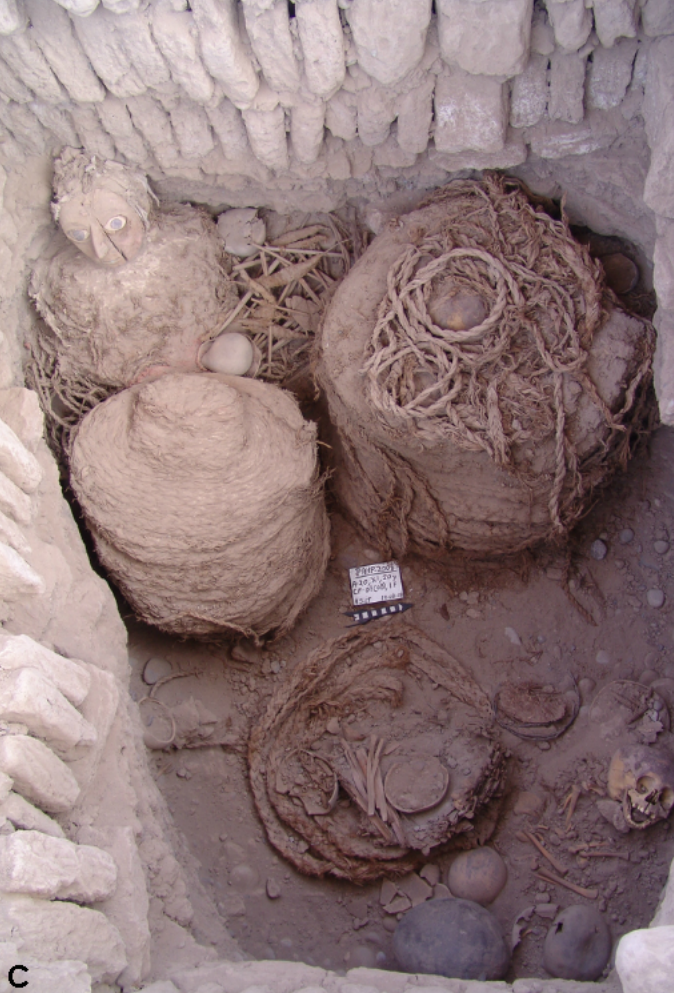
Fardo funerario de la cultura Wari con la Dama de la Máscara, en el contexto de su hallazgo.

La Dama de la Máscara o Señora de la Máscara, es el cadáver momificado de una mujer hallado en la Huaca Pucllana ubicada en el distrito de Miraflores en la ciudad de Lima, en Perú. La momia data aproximadamente del año 700 y se asocia a la cultura wari, civilización originaria del actual departamento de Ayacucho que floreció en el centro de los Andes aproximadamente desde el año 500 hasta 1200 d. C..

## Descubrimiento e historia
La Dama de la máscara, fue hallada en agosto de 2008 por un equipo de arqueólogos peruanos dirigidos por Isabel Flores, en la pirámide mayor de Huaca Pucllana, concretamente en la quinta plataforma, que forma parte de un gran centro ceremonial que está situado en la ciudad de Lima, en el distrito de Miraflores, y se trata de la primera tumba con momias que no tiene signos de haber sido saqueada.
La cultura wari envolvía a los fallecidos en fardos hechos de sogas de fibra vegetal, y cuando eran de la clase alta guarnecían el cuerpo con una máscara funeraria, incluso se cree que la dama podría haber pertenecido a la realeza.

## Descripción
El cadáver presenta una momificación natural. El cuerpo se halló dentro de un fardo. Se encontraron en la tumba dos máscaras funerarias de cerámica, en la que destaca una femenina con unos grandes ojos azules hechos con conchas marinas. Se encontraron diversos objetos como telares, instrumentos para confeccionar tejidos y restos de cerámicas.